# 岩手県道・宮城県道190号花泉迫線
岩手県道・宮城県道190号花泉迫線（いわてけんどう・みやぎけんどう190ごう はないずみはさません）は、岩手県一関市花泉町永井から宮城県登米市迫町に至る一般県道である。

## 概要

### 路線データ
- 実延長：10,435.9 m
  - 岩手県側：3,606.0 m[1]
  - 宮城県側：6,829.9 m[2]
- 起点：一関市花泉町永井[3]（国道342号交点）

- 終点：登米市迫町佐沼字的場37番地先[2]（国道398号交点（県道36号重複））

## 歴史
- 1974年（昭和49年）7月16日 - 石森永井線として県道に認定される[4]。
- 2019年（平成31年）3月29日 - 宮城県側の区間が花泉迫線として県道に認定され[5]、石森永井線及び中田迫線が廃止される[6]。
- 2019年（令和元年）5月14日 - 岩手県側の区間の路線名が「石森永井線」から「花泉迫線」へ変更される[3]。

## 路線状況

### 重複区間
- 宮城県道4号中田栗駒線（登米市中田町石森字町 - 登米市中田町石森字室木）
- 宮城県道36号築館登米線（登米市迫町佐沼梅ノ木一丁目 - 登米市迫町佐沼字的場）

## 地理

### 通過する自治体
- 岩手県
  - 一関市

- 宮城県
  - 登米市

### 交差する道路
- 国道342号（一関市花泉町永井字九千沢）
- 宮城県道4号中田栗駒線 石越方面（登米市中田町石森字町）
- 宮城県道4号中田栗駒線 中田町宝江黒沼方面（登米市中田町石森字室木）
- 宮城県道36号築館登米線 築館方面（登米市迫町佐沼梅ノ木一丁目）
- 国道398号（登米市迫町佐沼字的場）